# Hällbo kapell
Hällbo kapell invigdes första advent 1844 som ett brukskapell vid Hällbo masugn i nuvarande Bollnäs kommun och Bollnäs församling.
Grundplåten till kapellbygget skänktes av masmästaränkan madame Hellberg. I kapellaget ingick också bönderna i Herte, Hå och Knisselbo. Tornet tillkom 1872 sedan masugnen lagts ned. Hällbo kapell har aldrig haft någon egen begravningsplats då man betraktade avståndet till Bollnäs och Hanebo kyrkor så pass nära att en kyrkogård i Hällbo inte ansågs nödvändig. På 1960-talet genomgick kapellet en grundlig renovering varvid den gamla läktaren över altaret sattes igen och det skapades ett pentry där istället.

## Orgel
1856 flyttades en orgel till kyrkan. Den var byggd 1845-1847 av Nils Jansson, Hå, Hällbo. 1872 flyttades orgeln till en korläktaren över sakristian. 1903 ombyggdes orgeln av Per Johan Johansson, Ore. 1968 flyttades orgeln till en västläktare av Gunnar Carlsson, Borlänge. Orgeln består av äldre material. Orgeln är mekanisk och har slejflådor. Tonomfånget är på 54/18. Fasaden är från 1856 med pipattrapper av trä. Orgeln renoverades 1991 av Bergenblad och Jonsson, Nye. Intonationsarbetet utfördes av Nils-Olof Berg och Tomas Svenske.
| Manual        | Pedal        | Koppel  |
| Principal 8'  | Subbas 16'   | Man/Ped |
| Salicional 8' | Principal 8' | Man 4'  |
| Flöjt 8'      |              |         |
| Bourdon 8'    |              |         |
| Octava 4'     |              |         |
| Trumpet 8' B  |              |         |